# Dichiarazione di indipendenza e sovranità della Padania

Il Sole delle Alpi, la bandiera della Padania proposta dalla Lega Nord

La dichiarazione di indipendenza e sovranità della Padania (o dichiarazione d'indipendenza padana) é un proclama senza nessun valore legale rilasciato il 15 settembre 1996 a Venezia da Umberto Bossi, allora leader della Lega Nord a termine di una manifestazione iniziata sulle rive del Po e terminata a Venezia con la proclamazione unilaterale dell'indipendenza, priva di conseguenze politiche immediate.  Successivamente accantonata nel 2000 dallo stesso Bossi, in seguito eliminata nel 2018 nello Statuto della Lega per Salvini Premier.

## Dichiarazione, cerimoniali e svolgimento
La dichiarazione d'indipendenza venne preceduta da una serie di cerimonie avente carattere mistico, se non persino neopagano che volevano simboleggiare il processo indispensabile di rinnovamento che i "Padani" avrebbero dovuto affrontare per iniziare una nuova vita e assumere il controllo della loro terra promessa. Questo finalizzato ad una logica di strategia, che secondo gli studiosi, prevedeva la creazione di una nazione a partire dalla nazionalità padana nella quale potevano definirsi tutti coloro che non si riconoscevano nella nazionalità italiana.
Il rituale iniziò il 13 settembre a Pian del Re, località sul Monviso, alle sorgenti del Po, dove Bossi, ideatore del rituale, indicato come Gran festival della padania, e programmato per durare tre giorni, raccolse in una ampolla di vetro di Murano l'acqua sorgiva del fiume che da cui viene l'origine del termine Padania. Lo stesso giorno, secondo un programma itinerante, Bossi tenne un discorso a Moncalieri, il giorno seguente a Boretto  e Borgoforte (Borgo Virgilio).
La manifestazione, che includeva anche l'occupazione simbolica di sette ponti sul Po, terminò il giorno seguente a Venezia il 15 settembre con la "proclamazione dell'Indipendenza" in piazza dei Sette Martiri, manifestazione completata dall'ammaina bandiera del Tricolore e l'alza bandiera di un drappo con il Sole delle alpi lasciando molti dei presenti sorpresi e senza parole, e altri irritati per le varie ritualità ritenute inutili e illegittime. Per ricercare una maggior risonanza internazionale ed accentuare il tono sulla questione indipendentista, all'evento furono invitati rappresentanti di movimenti indipendentisti europei, tra questi quelli Catalani e quelli dell'Unione sud Tirolese, quest'ultimi, non bene accolti dai veneziani, tuttavia affermarono che il Sudtirolo non doveva far parte ne dell'Italia ne della Padania e non voler essere ne schiavi di Roma ne servi di Milano.
Negli stessi giorni furono organizzate delle contromanifestazioni da parte di chi intendeva contrastare in piazza l'idea di una secessione, tra queste le più rilevanti furono tenute da Gianfranco Fini, al tempo segretario di Alleanza Nazionale che il settembre organizzò una manifestazione di piazza a Milano, in unione simbolica con gli 8103 comuni italiani, per l'unità del paese con abbondanza di simboli tricolori e musiche di Verdi, Puccini e Bellini . Forza Italia organizzò per il 14 e 15 settembre, rispettivamente due manifestazioni a Verona e Salerno, promuovendo in contrasto all'indipendentismo la riforma federale e preannunciando di voler dare maggior potere alle regioni tramite quattro referendum abrogativi dei ministeri dell'industria, della Sanità, della Agricoltura e del Turismo, le cui competenze sarebbe passate alle regioni. Per boicottare la manifestazione il sindaco di Vercelli proibì la navigazione sul Po, mentre quello di Chioggia pur non proibendola, si dichiarò decisamente contrario al movimento indipendentista .

## Contesto politico e conseguenze
La campagna indipendentista che aveva questa dichiarazione come momento più rilevante nacque dopo accesi contrasti all'interno della Lega, che portarono nel 1995 alla uscita dal Governo Berlusconi I, con cui la Lega Nord passò all'opposizione e si conclusero con l'uscita temporanea dal partito di circa 20 elementi, come nel caso di Roberto Maroni o espulsione di elementi dissidenti come Irene Pivetti nel settembre del 1996 espulsa dal partito in quanto contraria al progetto di secessione.
La dichiarazione, pur non introducendo nuovi metodi di opposizione politica, introdusse nuove tematiche fra le argomentazioni del dibattito delle opposizioni politiche italiane quali: culture locali, regionalismo e diritto all'autodeterminazione dei popoli.
Il 25 maggio del 1997 si tenne un referendum autoconvocato dalla Lega Nord, senza valore legale, con il quesito "Volete Voi che la Padania diventi una Repubblica Federale indipendente e sovrana?". Secondo gli organizzatori nella consultazione votarono quasi 5 milioni di cittadini, che si espressero per il 97% a favore del quesito.
Dal punto di vista giuridico, la dichiarazione d'indipendenza non ebbe alcun effetto, tuttavia segnò l'iniziò del periodo secessionista della Lega, che portò il 26 ottobre 1997 alle prime elezioni padane e alla creazione di un governo provvisorio padano. 
Tale dichiarazione non è mai stato riconosciuta ufficialmente da nessun paese. Negli anni successivi poi la politica secessionista della Lega Nord venne accantonata a seguito dell'elezione di una dirigenza del partito a guida salviniana.

## Controversie
Oltre che nell'ambito della dialettica politica italiana, l'esistenza stessa della Padania è stata messa in discussione da vari studiosi e ricercatori. Ad esempio il geografo Edoardo Boria dell'Università degli Studi di Roma "La Sapienza" sostiene che "si tratta più di un insieme di popoli che di un’unica vera nazione". Anche l'antropologo Marco Aime affermò in un suo saggio del 2012 che "La Padania esiste solo nelle retoriche leghiste".

## Nella cultura di massa
La dichiarazione d'indipendenza, assieme alla manifestazione preliminare alle sorgenti del Po, viene citata all'interno del film Aprile del regista Nanni Moretti.